# کفن جیب ندارد
کفن جیب ندارد (فرانسوی: Un linceul n'a pas de poches‎) فیلمی فرانسوی به کارگردانی ژان-پیر موکی است که در سال ۱۹۷۴ منتشر شد.